# Екзосет
„Exocet“ (Екзосет, произнася се с „т“ накрая само в случая на ракетата (регистрираната фирмена марка), за да се различава от нормалната френска дума за летяща риба „екзосе“) е френска противокорабна ракета, разработена от фирмата Aerospatiale през 1974 г., която може да се изстрелва от кораби, подводници и самолети. Ракети „Exocet“ са използвани във Фолкландската война и в конфликтите в Близкия изток – по-специално Ирано-иракската война. Състои на въоръжение от ВМС и ВВС в над 25 страни. С нея са потопени британските разрушител с УРО „Шефилд“, контейнеровозът „Атлантик конвейер“ и сериозно е повреден разрушителят „Гламорган“ (по ирония на съдбата именно британските ВМС стават първият обладател на ракетите „Екзосе“, закупвайки 300 ракети в началото на 1970-те години).

## Създаване и описание
През 1967 г. френската фирма Nord Aviation, днес част от концерна MBDA, започва проектирането на противокорабна ракета със среден радиус на действие. Непосредствен повод за това става успешната демонстрация на възможностите на противокорабното оръжие – потопяването от египтяните на израелския разрушител „Ейлат“ със съветските ракети П-15 „Термит“, което убеждава адмиралите от необходимостта да се създадат специализирани противокорабни ракети. Изначално се предполага приемането на въоръжение от Френските военноморски сили на два вида ракети – напълно френска със среден радиус на действие и френско-италианска с голям радиус (по-късно известната като „Отомат“), но след първите успешни изпитания на френската ракета, през 1973 г., Франция взема решение да се оттегли от съвместния проект. Решено е, че френските кораби ще имат на въоръжение само френско оръжие.
Полетните изпитания на ракетата започват през 1971 г., за което немалко способства значителният опит на фирмата „Nord“ в разработката на управляеми ракети. През 1973 г. „Екзосе“ е приета на въоръжение. Взето е решение да се разработят модификации на ракетата за пуск от надводни кораби, самолети и подводници.

### Етимология на името
Името е дадено от М. Гийо, тогава технически директор на френската самолетостроителна компания Nord Aviation, който предлага френската дума exocet, означаваща „летяща риба“ (Exocoetidae).

## Конструкция и начин на действие
Ракетата е изпълнена по нормална аеродинамична схема с кръстообразно крило в средата на тялото и кръстообразни управляващи повърности в опашната част. Основно конструкцията на ракетата е подобна на конструкцията на по-ранната ракета на фирмата „Nord“ — AS.30 клас „въздух-земя“.
Пускът на ракетата става от херметичен контейнер. При пуска се указва далечината и пеленга до целта. За разлика от болшинството съвременни противокорабни ракети, основните модификации на „Екзосет“ използват твърдогоривен ракетен двигател в качеството на маршев двигател. Това съществено намалява радиуса на действие на ракетата в сравнение с ракетите, снабдени с турбореактивен двигател (за сравнение, съпоставимата по размери американска „Харпун“, даже от първите модификации, има радиус на действие над 90 км), но дава на ракетата едно допълнително преимущество: „Екзосет“ може да лети много ниско над водата, без да се опасява, че вълните ще напълнят нейния въздухозаборник. Маршевата височина на полета на „Екзосет“ може да достига 1 – 2 метра над гребените на вълните, което е по-малко, отколкото при всяка друга съпоставима ракета. Тази ниска височина на полета силно затруднява своевременото засичане на ракетата от радарите на кораба цел.
След изстрелването ракетата набира височина от 75 – 80 м, после слиза до 30 m и след прелитането на 2,5 км се стабилизира на височина от около 15 м над повърхността на морето. На маршевия участък от полета ракетата се управлява с помощта на инерционна система за насочване. При приближаването към целта, на разстояние 5 – 6 км (до 10 км), ракетата активира активната радиолокационна глава за самонасочване и се снижава на ниска височина (8 м), след което атакува противника. В последния участък от полета височината намалява до 2 – 3 м. Вариантът SM39 с подводен старт се изстрелва в капсула от торпедните апарати на подводница. След отдалечаването на безопасно разстояние от нея се включва маршевият двигател на капсулата, който я издига над водата на височина до 50 м. Там капсулата се отделя и се включва двигателят на ракетата. Бойната част на ракетата има контактен и неконтактен взриватели. Далечината на засичане на цел от клас фрегата с ЕПР 100 м² съставлява около 24 км.
За разлика от „Отомат“ или „Харпун“, „Екзосет“ няма възможност да атакува целта от пикиране и винаги ударя в борда на нивото на водолинията. Бойната част с маса от 165 кг се счита от редица специалисти за прекалено лека за съвременните мерки, и поразяващият ефект на ракетата се разглежда като недостатъчен за унищожаването на съвременните бойни кораби.

## Варианти
„Екзосет“ е създана в няколко конструктивно различаващи се варианта:
- MM38 с корабно базиране (1975 г.). Радиус на действие – до 42 км.
- АМ38 за въоръжение на вертолети. Не е приета на въоръжение.
- AM39 с въздушно базиране, самолети и вертолети (1979 г.). Радиус на действие – до 70 км.
- SM39 с подводно базиране. Истрелва се от стартова капсула, зареждана в торпеден апарат.
- MM40 за брегова отбрана и надводни кораби. Единствената версия на ракетата с турбореактивен двигател. Има увеличена далечина на пуска (в модификацията block III до 180 км). Приета на въоръжение през 2008 г.

Ракетите от типа ММ40 преминават няколко модификации (block 1, block 2 и block 3).

## Тактико-технические характеристики
| ТТХ                              | ММ.38                                                        | АМ.39                                                        | SM.39                                                        | ММ.40                                                        | ММ.40 blok 3                                                 |
| -------------------------------- | ------------------------------------------------------------ | ------------------------------------------------------------ | ------------------------------------------------------------ | ------------------------------------------------------------ | ------------------------------------------------------------ |
| Година на приемане на въоръжение | 1975                                                         | 1979                                                         | 1985                                                         | 1981                                                         | 2007                                                         |
| Дължина, м                       | 5,21                                                         | 4,69                                                         | 4,69                                                         | 5,8                                                          | <6                                                           |
| Диаметър, м                      | 0,348                                                        | 0,348                                                        | 0,348                                                        | 0,348                                                        | 0,348                                                        |
| Размах на крилата, м             | 1,0                                                          | 1,1                                                          | 1,35                                                         | 1,35                                                         | 1,35                                                         |
| Маса на ракетата, кг             | 735                                                          | 655                                                          | 666                                                          | 870                                                          | 780                                                          |
| Далечина на стрелбата, км        | 40                                                           | 50 (при пуск от земята) 70 (Н=10 км)                         | 50                                                           | 70                                                           | 180                                                          |
| Двигател                         | РДТвГ                                                        | РДТвГ                                                        | РДТвГ                                                        | РДТвГ                                                        | ТРД                                                          |
| Скорост, число М                 | 0,93                                                         | 0,93                                                         | 0,93                                                         | 0,93                                                         | 0,93                                                         |
| Маса на бойната част             | 165 кг, снаряжение – 50 кг хексолит (60 % хексоген+40 % ТНТ) | 165 кг, снаряжение – 50 кг хексолит (60 % хексоген+40 % ТНТ) | 165 кг, снаряжение – 50 кг хексолит (60 % хексоген+40 % ТНТ) | 165 кг, снаряжение – 50 кг хексолит (60 % хексоген+40 % ТНТ) | 165 кг, снаряжение – 50 кг хексолит (60 % хексоген+40 % ТНТ) |
| Тип на бойната част              | полубронебойна                                               | полубронебойна                                               | полубронебойна                                               | полубронебойна                                               | полубронебойна                                               |
| Взривател                        | ударен със задържане на детонацията или неконтактен          | ударен със задържане на детонацията или неконтактен          | ударен със задържане на детонацията или неконтактен          | ударен със задържане на детонацията или неконтактен          | ударен със задържане на детонацията или неконтактен          |
| Система за управление            | ИНС+АРГСН                                                    | ИНС+АРГСН                                                    | ИНС+АРГСН                                                    | ИНС+АРГСН                                                    | ИНС+АРГСН                                                    |

## Бойно използване

### Фокландска война
Дебютът на „Екзосет“, който ѝ носи широка известност на пазара на въоръжения, се състои по време на Фолкландската война. Неголяма партия от тези ракети е закупена от Аржентина малко преди конфликта и успешно се използват в хода на кампанията. Основните аржентински носители на ракетите са свръхзвуковите щурмови самолети построени във Франция Super Etendard.
На 4 май 1982 г. пет аржентински щурмови самолета Super Etendard, насочвани от разузнавателен самолет P-2 Neptune, се насочват към английско корабно съединение край Фолкландските острови. Два от самолетите са въоръжени с по една ракета „Exocet“. Двойката поддържа скорост от 900 km/h на височина около 40 m над морското равнище, на 46 km от английските кораби се вдигат до 150 m, включват собствените си радари и захващат целите си. Радарите им работят не повече от 30 s, за да избягнат евентуалното им засичане от англичаните. Ракетите са изстреляни от дистанция около 37 km. Захванатите цели са разрушителят HMS Sheffield (D80) от типа „42“ и фрегатата HMS Yarmouth (F101). От „Yarmouth“ откриват навреме опасността и близо 40 s изстрелват активни примамки, които отклоняват главата за самонасочване на ракетата и тя пропуска целта си. Екипажът на „Sheffield“ открива изстреляната по него ракета само 5 – 6 s преди тя да го удари. Ракетата попада в района на втората палуба под контролната зала, на височина около 2 m над водолинията. Бойната ѝ част не избухва, но кинетичната ѝ енергия причинява големи разрушения, а остатъците от ракетното гориво се разливат и избухва пожар, който прекъсва веднага електрозахранването на кораба. След 5 часа безрезултатна борба с пожара, екипажът напуска кораба, който по-късно потъва. Загиват 20 души, 24 са с тежки изгаряния. Този инцидент става първият случай на потопяване на съвремен военен кораб от противокорабна ракета.
На 25 май два самолета Super Etendard атакуват английско корабно съединение, включващо самолетоносачите HMS Invincible (R05) и HMS Hermes (R12). Самолетите включват радарите си на дистанция 80 km и изстрелват две ракети „Exocet“ от разстояние 48 km. Този път аржентинците са открити своевременно и корабите от ескорта, както и вдигнатите вертолети, поставят голям облак от примамки. Преминавайки през него, ракетите губят целта си и захващат пригодения за авиотранспорт контейнеровоз Atlantic Conveyor, намиращ се на 6 km от „Hermes“. Двете ракети удрят кораба, който не след дълго потъва. Убити са 12 души, на дъното на морето отиват и 3 вертолета CH-47 Chinook, 12 вертолета Wessex и голямо количество резервни части за самолети Sea Harrier.
На 30 май самолет Super Etendard атакува самолетоносача „Invincible“ с две ракети „Exocet“, но вследствие на поставените смущения, те пропускат целта си и падат в морето.
Последното използване на „Exocet“ в този конфликт е на 12 юни. Ракетата е от варианта ММ39 с корабно базиране, но е изстреляна от импровизирана пускова установка, монтирана на камион по намиращия се на около 18 мили от брега разрушител HMS Glamorgan (D19) от типа „Каунти“. Ракетата удря кораба в 6:37 h сутринта в левия борд. Въпреки че и тя не се взривява, рикошира в корабния хангар, където унищожава вертолет „Wessex“ и предизвиква силен пожар, който е потушен около 10:00 h. Загиват 13 души, 17 са ранените, а корабът е отправен на дълъг ремонт в Портсмът.
Великобритания много внимателно следи за аржентинските ракети, считайки ги като основна заплаха за своите военни кораби. Противовъздушната отбрана на британците се показва като съвършенно неудовлетворителна: макар британските моряци да са добре запознати с ракетите „Екзосет“ (които са поставени на редица британски кораби), въпреки това, става ясно, че британските зенитни ракетни комплекси не съответстват с изискванията за борба с нисколетящите крилати ракети, а малокалибрена автоматична зенитна артилерия няма на корабите. Британското разузнаване прилага значителни усилия аржентинците да не могат да получат нови ракети, проваляйки или прекупувайки сключените договори.

### Ирано-иракска война
Всичко в хода на Ирано-иракската война, от октомври 1981 г. до юни 1988 г., иракската авиация извършва с помощта на „Екзосет“ над 400 атаки по кораби, изстреляни са около 600 ракети, 250 от които попадат в целта, което води до загубата на 115 плавателни съда (по-малко от 1%, от които съдове са ирански) в северната част Персийския залив.
На 17 май 1987 г. иракски пилот на тактически изтребител Mirage F-1 (според други данни атакуващият самолет е МиГ-23) атакува с две ракети „Екзосет“ американската фрегата „Старк“ (USS Stark (FFG-31)), погрешно взета от него за ирански танкер. Ракетите не са открити навреме от „Старк“ и те удрят кораба, като се взривява само едната ракета. Загиват 37 души, ранените са 21. Повредите са толкова тежки, че според американски експерти, ако корабът се е намира в бурния Атлантически океан, а не в спокойния Персийски залив, то той неминуемо ще да потъне.

## На въоръжение
- Аржентина (ВМС: MM38, MM40 и AM39)
- Белгия
- (ВМС: MM38, MM40 Block 2/2 и AM39)
- България (на фрегатите тип „Вайлинген“)
- Чили
- Колумбия
- Кипър (MM40)
- Еквадор (MM40)
- Египет
- Франция
- Германия (ще бъде заменена с RBS-15)
- Гърция (MM38, MM40, AM39)
- Индонезия (MM38, MM40 Block 2)
- Иран
- Ирак
- Кувейт
- Либия
- Малайзия (ВМС: MM38, MM40 Block 2)
- Мароко
- Оман
- Пакистан
- Перу (ВМС: AM39, MM38)
- Катар
- Република Южна Африка
- САЩ: опитна експлоатация на партия ракети произведени по лиценз от компанията Boeing в рамките на конкурс за превъоръжаване на надводните кораби и другите ракетоносни сили на флота с нови ПКР (в крайна сметка губи съревнованието с ракетата „Harpoon“, главно от съображения за стойност и логистика, а също така и поради обстоятелството, че „Екзосет“ не е съвместима с американските корабни СУВ, изисква различна пускова установка и не подхожда за вече наличните)[16]
- Тайланд
- Турция (MM38)
- ОАЕ
- Уругвай
- Венецуела
- Южна Корея (ВМС)

## Коментари
1. ↑  Тук и надолу: за варианта ММ.38
2. ↑  Буквите показват принадлежността към определен класː ВВ – линкор, СС, CL, СА – съответно линеен, лек или тежък крайцер, CV – самолетоносач, DD – разрушител, SS – подводница и т.н.